# اویات هاسکی
Husky (به انگلیسی: Aviat_Husky) یک هواگرد ملخ‌پیشین تک‌موتوره از نوع هواگرد چندمنظوره ساخت شرکت Aviat است. هواگرد Husky نخستین پروازش را در ۱۹۸۶ میلادی انجام داد. این هواگرد در سال ۱۹۸۷ میلادی رسماً معرفی گردید. در مجموع، تعداد ۶۵۰+ فروند از این هواگرد ساخته شده‌است.